# Kubdari
Kubdari lub Kubed (gruz. კუბდარი, swa. კუბედ) — gruzińskie napełnione danie chlebowe, które jest szczególnie daniem narodowym Swanów. Chleb zakwasza się i pozostawia do wyrośnięcia. Nadzienie zawiera kawałki mięsa, którym może być jagnięcina, baranina lub wieprzowina, gruzińskie przyprawy i cebula.  Kubdari został wpisany na listę niematerialnego dziedzictwa kulturowego Gruzji w 2015 roku.